# Mariföld

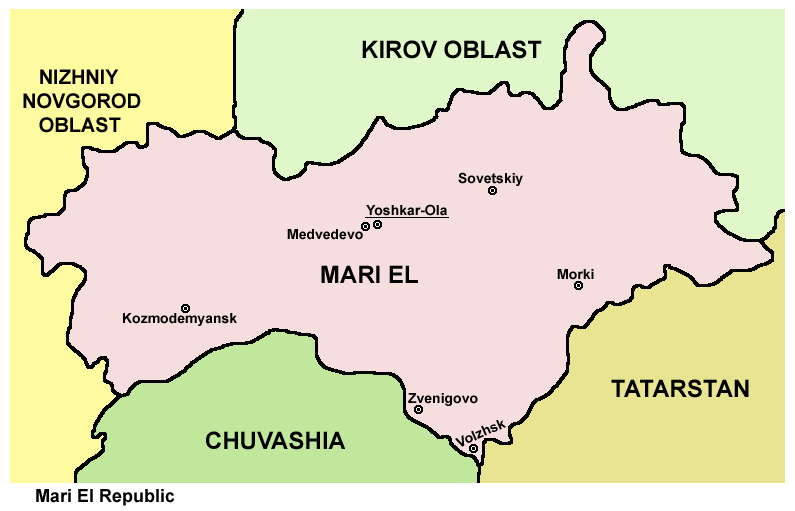

Mariföld vagy a Mari Köztársaság (oroszul: Респу́блика Мари́й Эл; mari nyelven: Марий Эл Республик, Мары Эл Республик) Oroszország egyik köztársasága, az Oroszországi Föderációt alkotó alanyok (szubjekt) egyike. (A mari „El” szó magyar jelentése: „föld”).
A Nyizsnyij Novgorod-i (DNy/Ny/ÉNY/É) és a Kirovi területtel (É/ÉK/K), valamint Tatárfölddel (DK/D) és Csuvasfölddel (D) határos. Fővárosa: Joskar-Ola.
Területe: 23 200 km², lakossága 716 900 fő (2005).
A Volgamenti szövetségi körzet része és a Volga–Vjatka gazdasági körzethez tartozik.
Hivatalos nyelvei az orosz és a mari (mezei mari, hegyi mari).

## Földrajz

### Domborzat
Mariföld a Kelet-európai-síkság keleti felén, a Volga középső szakaszának bal partja mentén és attól északra terül el; délnyugaton egy kisebb rész a magasabban fekvő jobb partra is átnyúlik. A köztársaság területének nyugati felét az alacsony, mocsaras Mari-alföld foglalja el. A középső vidéken húzódik végig észak-déli irányban a Mari–Vjatka-dombság, melynek legmagasabb pontja 284 m. A Vjatkai-dombvidékhez tartozó keleti rész árkok, folyóvölgyek által erősen tagolt felszínén karsztos képződmények fordulnak elő.

### Vízrajz
A Volga hossza Mariföldön 155 km. A folyó ezen a szakaszon a Kujbisevi- és a jóval később épült Csebokszári-víztározókban folyik, jórészt a köztársaság déli határán. A Csebokszári-víztározó megépítése jelentős környezeti károkkal járt. Nagy területek örökre víz alá kerültek,  (köztük a bal parti Korotnyi falu 1982-ben), illetve elmocsarasodtak. A Volga itteni legfontosabb bal oldali mellékfolyói:
- Vetluga, alsó szakasza a Mari-alföld vizeit gyűjti össze, a legbővizűbb mellékfolyó
- Rutka
- Nagy-Koksaga, mellékfolyója a Nagy-Kundis
- Kis-Koksaga, partján a fővárossal, Joskar-Olával
- Ilety, jelentősebb mellékfolyója a Jusut.

A Vjatka Mariföldön eredő fontosabb jobb oldali mellékfolyói:
- Nyemda.
- Urzsumka.

A köztársaság területén 476 folyó, patak és 200-nál több állóvíz található. A folyók általában november végétől áprilisig befagynak. Kivételt képez az Ilety, melynek medrében néhol hévizek törnek fel, ezek a szakaszok egész télen jégmentesek maradnak.
A legnagyobb természetes állóvíz a Jalcsik, hossza 1600 m, szélessége 250–900 m, legnagyobb mélysége 32 m.

## Időzóna
Mariföld a moszkvai időzónában fekszik (MSK/MSD), azaz 2 órával előbb jár az idő, mint Budapesten.

## Éghajlata
Az éghajlat kontinentális. A tél elég hideg, míg a nyár meleg és csapadékos. A januári évi középhőmérséklet −13 °C, a júliusi 19 °C. Az éves csapadékmennyiség 450–500 mm.
Délkeleten (Morki településen) az eddig mért legmagasabb hőmérséklet 36 °C, a legalacsonyabb –51,5 °C volt (1978-79-ben). Az éves csapadékmennyiség 500 mm, nyáron háromszor annyi, mint télen. A hótakaró tartósan 150-154 napig marad meg, a vegetációs időszak 170 nap.

## Élővilág, természetvédelem

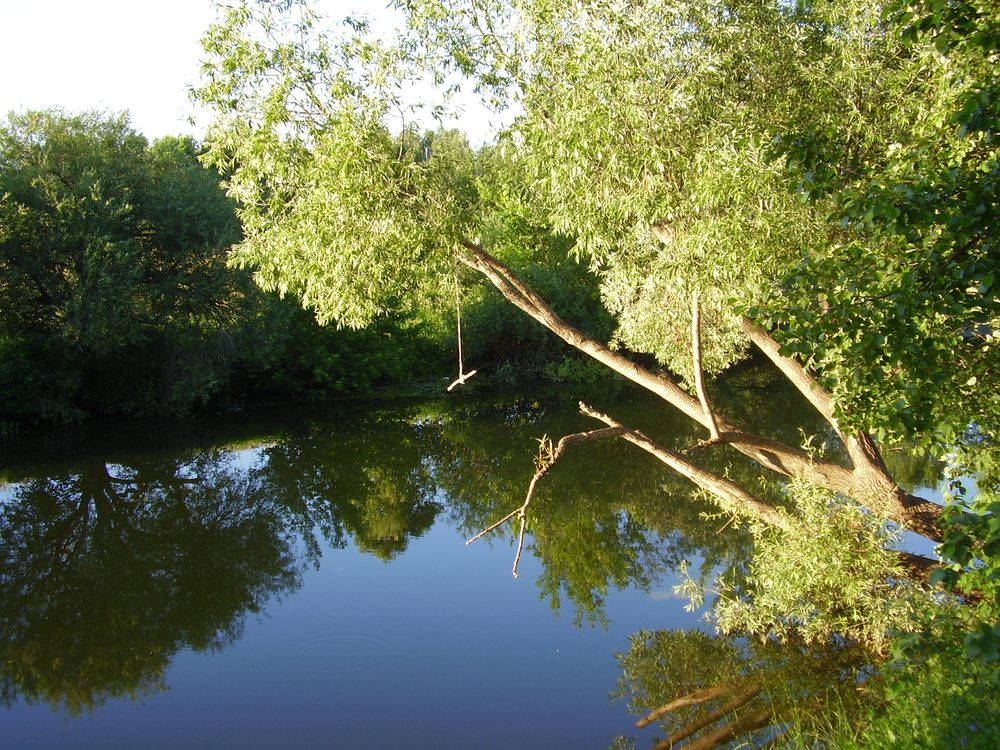
A Malaja Koksaga-folyó egy szakasza

A terület az erdőövezet déli sávjában, a tajga és a vegyes erdő határán fekszik. Felszínének 57%-át erdő borítja, 38,9%-a mezőgazdasági terület, 1%-a mocsár, 3%-a vízterület. A vegyes erdők jellemző tűlevelű fajai az erdei- és a lucfenyő, míg a lombhullató fák közül főként a nyír, a folyóvölgyekben inkább a hársfa és a tölgy.
A nagyobb emlősök közül az erdőkben gyakori a jávorszarvas, az ártéri részeken a vaddisznó. A fenyvesek sűrűjében barna medve, farkas, hiúz fordul elő.

### „Nagy-Koksaga” természetvédelmi terület
A Bolsaja- (Nagy-) Koksaga-folyó két partja mentén alakították ki 1993-ban. Joskar-Olától nyugatra fekszik, közigazgatásilag a Kilemari- és a Medvegyevói járáshoz  tartozik. Területe 21 400 ha, melyet további 13 000 ha védőzóna vesz körbe. Célja a Mari-alföld jellemző domborzatának, élővilágának, lápos erdőinek, a Koksaga árterében húzódó tölgyeseknek, ritka növény- és állatfajainak megőrzése. Mariföldön létezett egy másik természetvédelmi terület is, de az 1972-es forró nyáron pusztító tűzvészben erdőinek legnagyobb része teljesen leégett.

### „Mari Csodra”(Mari Erdő)nemzeti park
A nemzeti park Mariföld délkeleti részén, az Ilety-folyó völgyében, a Volga-parti Volzsszk városától 30 km-re található. Közigazgatásilag a Morki-, a Zvenyigovói- és a Volzsszki járásokhoz tartozik, területén halad át a Joskar-Olából Kazany felé vezető vasútvonal és országút. 
Az 1985-ben alapított 36 600 hektáros nemzeti park több mint 90%-a vegyes erdő. Mintegy 20%-a természetvédelmi terület, ahol 115 ritka vagy veszélyeztetett növényfajt, 50-nél többféle emlősállatot, közel 100 madárfajt és 29 halfajt tartanak nyilván.

## Népesség
A köztársaság lakossága: 716 900 fő (2005), a városban lakók aránya 63,1% (2005), a népsűrűség 30,9 fő/km² (2005).
A 2002-es népszámlálás részletes adatai: 
- Lakosság: 727 979 fő

Városi: 459 687 (63,1%)
Falusi: 268 292 (36,9%)
Férfi: 338 485 (46,5%)
Nő: 389 494 (53,5%)
- Az átlagéletkor: 36,7 év. (A férfiaké 34, a nőké 39 év)
- Háztartások száma: 263 382 (717 938 fővel)

városi: 173 246 (455 006 fővel)
falusi: 90 136 (262 932 fővel)

### Nemzetiségi összetétel
(A 2002-es népszámlálási adatok szerint, ezer főben): 
- oroszok (47,5%) – 345,5
- marik (42,9%) – 312,2
- tatárok (6,0%) – 43,4
- csuvasok (1,0%) – 7,4
- ukránok – 5,1
- udmurtok – 2,2
- belaruszok – 1,4
- mordvinok – 1,3
- azeriek – 1,2
- örmények – 1,1

(A többi nemzetiség 1000 fő alatt.)
Joskar-Ola és Volzsszk városok lakóinak többsége orosz, és itt koncentrálódik a tatár népesség jelentős része is. A nyugati területek és Joskar-Ola környékének falvaiban szintén zömmel oroszok élnek. A többi terület vidéki településein a marik vannak többségben. A Hegyi mari járás falvait főként hegyi marik lakják, akiknek nyelve eltér a mezei marik nyelvétől. A Zvenyigovói járásban néhány csuvas falu is található.
A mariknak nem volt saját területük az 1917-es orosz forradalom előtt. A népnek 1989-ben 51,7%-a élt a Mari Köztársaságon kívül, ebből 17,5% Baskíria területén, 4% Oroszországon kívül valamelyik másik volt szovjet tagállamban.

### Települések

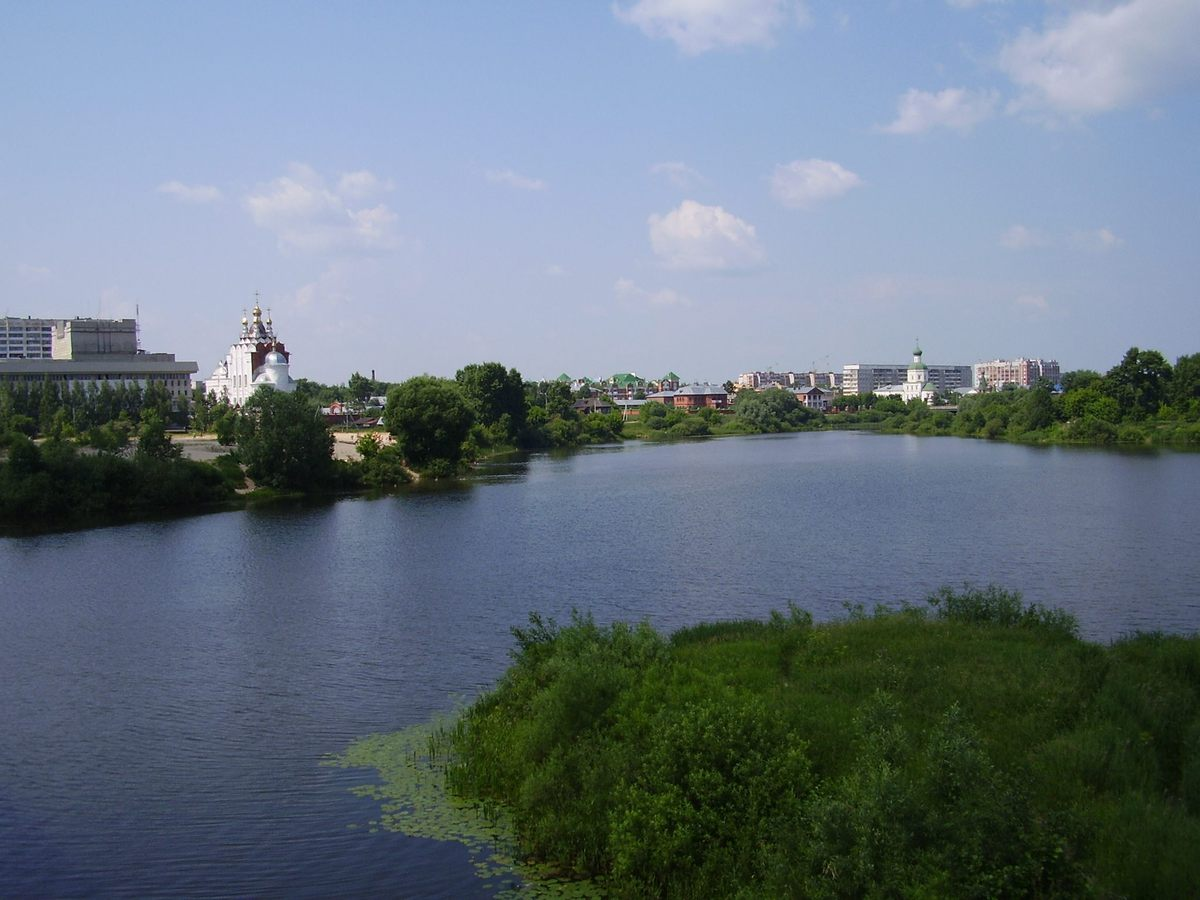
Joskar-Ola történelmi központja. Látkép a Malaja Koksaga folyón kialakított víztározóval

Mariföldön (a 2010. évi népszámláláskor) 4 város, 15 városi jellegű település és 1597 falusi település található, az utóbbiak közül azonban 72 lakatlan. A városi jellegű települések száma 1987-ben még 20 volt, a Szovjetunió megszűnése óta azonban sokuk elvesztette e címét és faluvá alakult, Oroszország más területeihez hasonlóan.
A 2010. évi népszámlálás adatai szerint Mariföldön 63% a városi (városokban vagy városi jellegű településeken élő) népesség aránya. Csupán három falu népessége haladja meg a háromezer főt, melyek együttesen a köztársaság lakosainak 2%-a számára nyújtanak otthont. A településhálózat döntő részét azonban a legfeljebb néhány száz lakosú aprófalvak alkotják.
Mariföld városai a következők (2010. évi népességükkel):
- Joskar-Ola, Йошкар-Ола (248 782)
- Volzsszk, Волжск (55 659)
- Kozmogyemjanszk, Козьмодемьянск (21 257)
- Zvenyigovo, Звенигово (11 946)

A városi jellegű települések:
- Medvegyevo, Медведево (16 841)
- Szovjetszkij, Советский (10 664)
- Morki, Морки (9914)
- Szernur, Сернур (8686)
- Krasznogorszkij, Красногорский (6699)
- Novij Torjal, Новый Торъял (6635)
- Orsanka, Оршанка (6589)
- Paranyga, Параньга (5985)
- Kuzsenyer, Куженер (5384)
- Mari-Turek, Мари-Турек (5164)
- Krasznooktyabrszkij, Краснооктябрьский (4559
- Privolzsszkij, Приволжский (4159)
- Kilemari, Килемары (4073)
- Jurino, Юрино (3465)
- Szuszlonger, Суслонгер (3161)

## Államszervezet, közigazgatás

### Államszervezet, politikai élet
A helyi parlamentnek 52 képviselője van. A 2004. október 10-én megtartott parlamenti választásokon a legtöbb képviselői helyet az Egységes Oroszország Pártja szerezte meg. A helyi parlamentben az alábbi frakciók működnek:
- Egységes Oroszország Párt: 31 fő
- Kommunista Párt: 6 fő
- Agrárpárt: 4 fő
- Igazságos Oroszország – Nyugdíjasok Oroszországi Pártja: 4 fő
- Liberális Demokrata Párt: 2 fő

A Mari Köztársaság élén 2011. júniusig az elnök, azt követően a köztársaság vezetője (glava) áll.
- Leonyid Igorevics Markelov – 2001. januártól 2017. április 6-ig.

Jogász, ezredes, a filozófiai tudományok doktora. A szovjet honvédelmi minisztérium Katonai Főiskoláján szerzett jogi diplomát 1986-ban, attól kezdve a Mari ASZSZK katonai ügyészségén teljesített szolgálatot. 1992-ben leszerelt, ügyvédként dolgozott. 1995-ben az Állami Duma képviselői közé választották. Az 1996-os elnökválasztáson még alulmaradt riválisával szemben, majd 2001. januárban lett a köztársaság elnöke. A 2004. december 19-i választáson a szavazatok 56,5%-ával, az Egységes Oroszország Párt támogatásával, majd később többször is újjáválasztották.
- Alekszandr Alekszandrovics Jevsztyifejev – 2017. április 6-tól 2022. május 10-ig. Hivatali idejének lejárta előtt saját kérésére – több regionális vezetővel egyidőben – felmentették.
- Jurij Viktorovics Zajcev – 2022. május 10-től Putyin elnök által megbízott kormányzó. Megbízatása a szeptemberben esedékes kormányzói választásig szól.[2]

### Közigazgatás és önkormányzatok
| Városok: I. Joskar-Ola II. Volzsszk III. Kozmogyemjanszk IV. Zvenyigovo (nincs föltüntetve) | Járások: 1. Volzsszki 2. Gorno-Mari 3. Zvenyigovói 4. Kilemari 5. Kuzsenyeri 6. Mari-Tureki 7. Medvegyevói | 8. Morki 9. Novij Torjali 10. Orsankai 11. Paranygai 12. Szernuri 13. Szovjetszkiji 14. Jurinói |

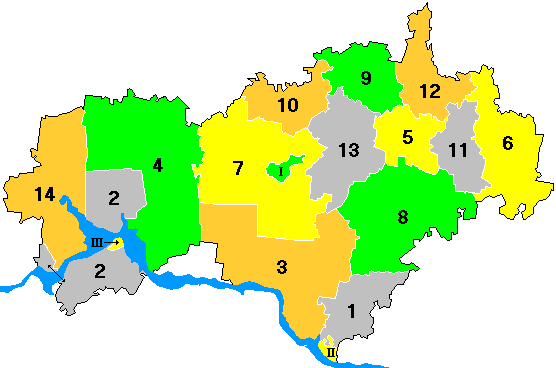
Mariföld közigazgatása

Mariföld (a 2010. évi népszámláláskor) közigazgatási szempontból 14 járásra oszlik, a 4 város közül pedig 3 (Joskar-Ola, Kozmogyemjanszk és Volzsszk köztársasági alárendeltségű, melyek így nem tartoznak egyik járáshoz sem. Joskar-Olához mintegy tízezer főnyi népességű falusi terület is be van osztva, mely szintén nem része egyik járásnak sem.
Az önkormányzatok területi beosztása megegyezik a közigazgatási felosztással. A 14 járás mindegyikében járási önkormányzat működik, míg a köztársasági alárendeltségű városok (Joskar-Ola a hozzá beosztott területtel együtt) a járásoktól független városi körzetet alkotnak, melyeknek egyszintű önkormányzata van, egyszerre gyakorolják a járási és a községi önkormányzati hatásköröket. A járási önkormányzatokhoz összesen 16 városi község – ezek székhelye egy város vagy városi jellegű település – és 116 falusi község tartozik.

#### A járások és székhelyeik
- Hegyi mari járás, Горномарийский район – Kozmogyemjanszk
- Jurinói járás, Юринский район – Jurino
- Kilemari járás, Килемарский район – Kilemari
- Kuzsenyeri járás, Куженерский район – Kuzsenyer
- Mari-tureki járás, Мари-Турекский район – Mari-Turek
- Medvegyevói járás, Медведевский район – Medvegyevo
- Morki járás, Моркинский район – Morki
- Novij Torjal-i járás, Новоторъяльский район – Novij Torjal
- Orsankai járás, Оршанский район – Orsanka
- Paranygai járás, Параньгинский район – Paranyga
- Szernuri járás, Сернурский район – Szernur
- Szovjetszkiji járás, Советский район – Szovjetszkij
- Volzsszki járás, Волжский район – Volzsszk
- Zvenyigovói járás, Звениговский район – Zvenyigovo